# Wilcox (Pensilvania)
Wilcox es un área no incorporada ubicada en el condado de Elk en el estado estadounidense de Pensilvania.

## Geografía
Wilcox se encuentra ubicada en las coordenadas 41°34′32″N 78°41′18″O / 41.57556, -78.68833